# Den danske kavalkade
Den danske kavalkade er en dansk dokumentarfilm fra 1940, der er instrueret af Ernst Mentze og Povl Westphall.

## Handling
Denne artikel mangler et handlingsreferat. Hjælp os med at skrive det.